# 이장삼륜
이장삼륜교(二藏三輪敎) 또는 이장삼륜(二藏三輪)은 가상대사(嘉祥大師) 길장(吉藏：549～623)이 주장한 중국 삼론종(三論宗)의 교판(敎判)이다. 일찍이 중관, 삼론종의 교판으로는 나가르주나(龍樹)의 현밀이교설, 난행이행이도설, 지광(智光, Jnanaprabha)의 삼교설 등이 있었다. 
이후 삼론종은 이장(二藏) · 삼륜교의 두 방면에서 제반 불교 경전을 비판적으로 체계화했다.

## 이장
붓다의 모든 설법을 소승과 보살에 따라 두 가지로 나누었다.
1. 성문장(聲聞藏): 아함경을 비롯한 부파불교 소승의 가르침
2. 보살장(菩薩藏): 대승경전 즉 대승불교을 설한 때

## 삼륜
한편, 길장은 이장으로 구분한 경론들을 다시금 삼륜의 분류로 세부화 하는데 다음과 같다.
1. 근본법륜(根本法輪): 모든 불법의 근본으로, 석가모니가 처음 보살들을 위하여 화엄경을 설한 시기
2. 지말법륜(枝末法輪): 화엄에서 법화에 이르기까지 모든 대,소승경을 설한 시기 (삼론종의 삼론, 반야경 포함)
3. 섭말귀본법륜(攝末歸本法輪): 석가모니가 삼승의 법문을 설하여 대중의 근기를 향상시킨 후에 성불을 위한 법화경을 설한 시기

## 같이 보기
- 교판
- 오시팔교